# Jas (Loire)
Jas település Franciaországban, Loire megyében. Lakosainak száma 240 fő (2022. január 1.). Jas Essertines-en-Donzy, Panissières, Saint-Barthélemy-Lestra, Saint-Martin-Lestra, Salt-en-Donzy és Salvizinet községekkel határos.

## Népesség
A település népességének változása:
| Lakosok száma | 188  | 153  | 149  | 186  | 224  | 222  | 222  | 233  | 239  | 240  |
|               | 1968 | 1982 | 1990 | 2006 | 2013 | 2015 | 2017 | 2019 | 2020 | 2022 |